# Chinaman's Chance
Chinaman's Chance è un film statunitense del 2008 diretto da Aki Aleong.
È un film d'azione a sfondo western con Reggie Lee, Ernest Borgnine, Timothy Bottoms e Jason Connery. Ambientato negli Stati Uniti negli anni 1870, è incentrato su un immigrato cinese a cui viene data la caccia perché accusato dell'omicido di una donna.

## Produzione
Il film, diretto da Aki Aleong su una sceneggiatura  dello stesso  Aleong e di James Taku Leung, fu prodotto da Aki Aleong, Charles Arthur Berg, Jordan Leibert e Tiago Mesquita per la Mustardseed-Films e la Crafted Films e girato a Los Angeles, nel Sable Ranch a Santa Clarita e nel Veluzat Motion Picture Ranch a Saugus, in California dal 28 novembre 2005 al 28 febbraio 2006 con un budget stimato in 788.000 dollari.

## Distribuzione
Il film fu distribuito negli Stati Uniti nel 2008 (presentato al Monaco Film Festival il 14 maggio 2008). Il film è conosciuto anche con il titolo I Am Somebody: No Chance in Hell.

## Promozione
La tagline è: "When you don't have a chance in Hell, you have a Chinaman's chance!".